# Nikolai Nikogossian
Nikolai Nikogossian (en rus: Николай Багратович Никогосян, en armeni: Նիկողայոս Բագրատի Նիկողոսյան) o Nikoghayos Nikoghosyan, nascut el 2 de desembre del 1918 a Chagrar, Armènia, i mort el 10 d'agost del 2018 a Moscou, Rússia, fou un escultor, pintor, artista gràfic i professor d'art soviètic, rus i armeni.
Formà part de l'Acadèmia Russa de Belles Arts (el 2001; però membre corresponent des del 1983) i el van guardonar amb el Premi Estatal de l'URSS (1977).

## Biografia
Nikogossian nasqué al poble armeni de Chargrar (ara anomenat Nalbandyan). El 1930 es traslladà a la capital d'Armènia, Erevan. Del 1937 al 1940 va estudiar a l'Institut Repin de Leningrad (Sant Petersburg). Del 1944 al 1947 estudià a Moscou a l'Institut de Belles Arts Vassili Súrikov, al departament d'escultura, amb la direcció del professor i més tard rector Alexander Terentevich Matveyev. Des del 1942 fou membre de la Unió d'Artistes de l'URSS. Algunes de les seues obres es conserven a la Galeria Tretiakov i al Museu Rus.
La segona esposa de Nikogossian va morir l'endemà de la seua mort, l'11 d'agost del 2018.
El funeral de Nikogossian es va fer a Moscou, i el seu cos va ser soterrat a Erevan, al Panteó de Komitas.

## Exposicions personals
- 1958 — Moscou, amb altres artistes.
- 1980 — Erevan, Moscou i Hèlsinki.
- 1981 — Brussel·les.
- 1988 — Moscou, Tbilisi.

## Obres

Escultures de N. Nikogossian
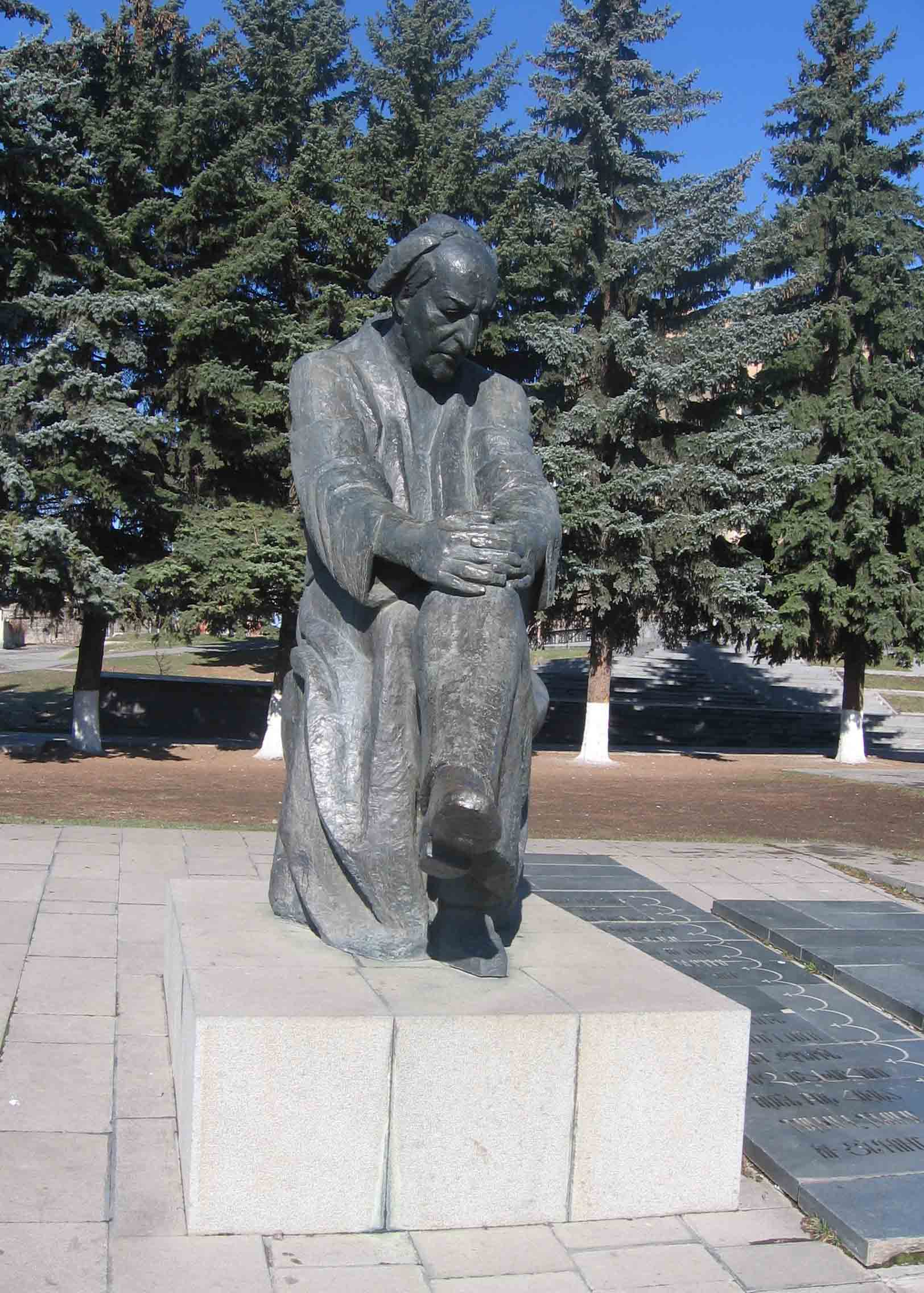
Estàtua d'Avetik Issahakian (Gyumri), 1975
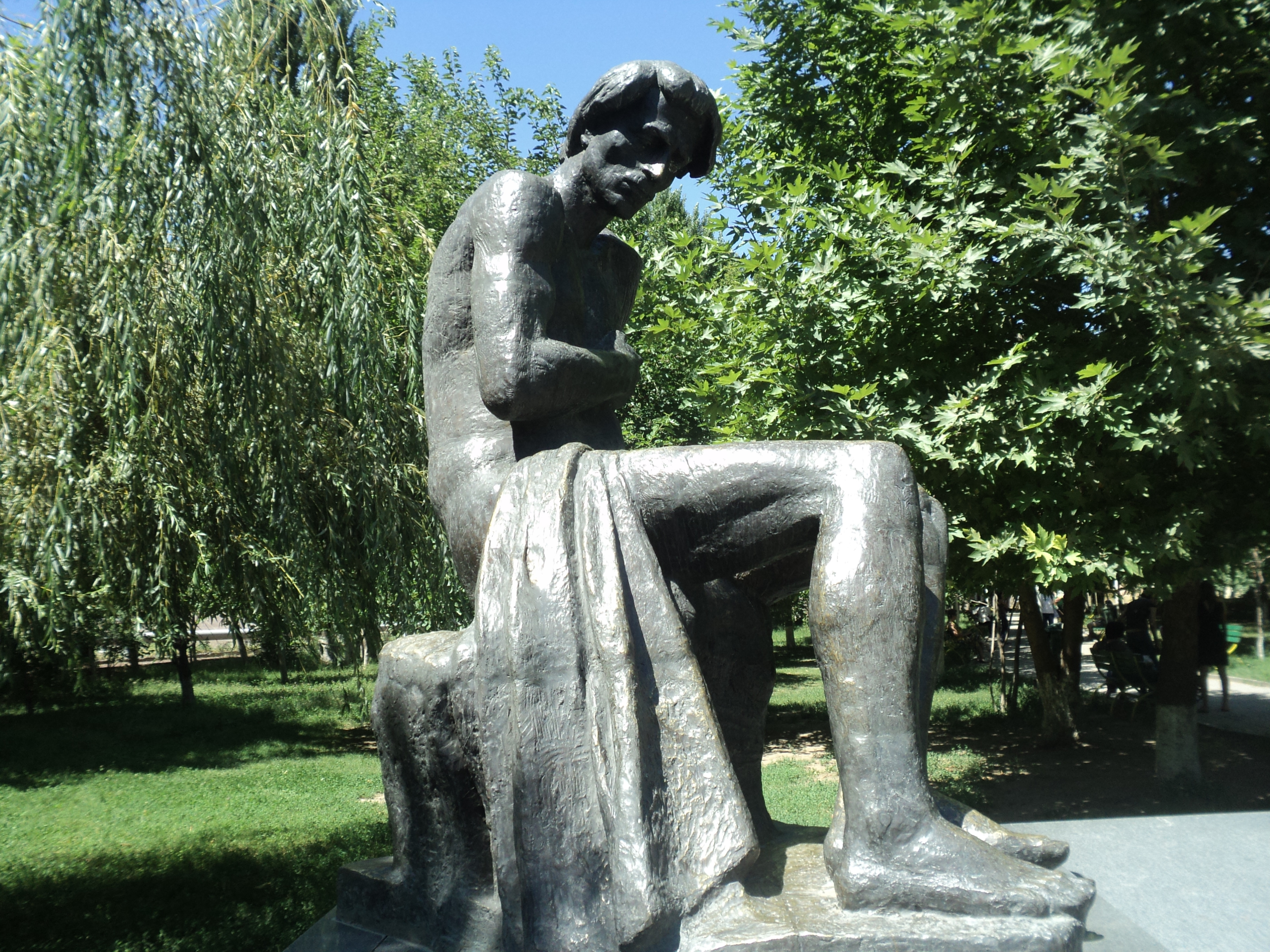
Escultura de Nikolai Nikogossian
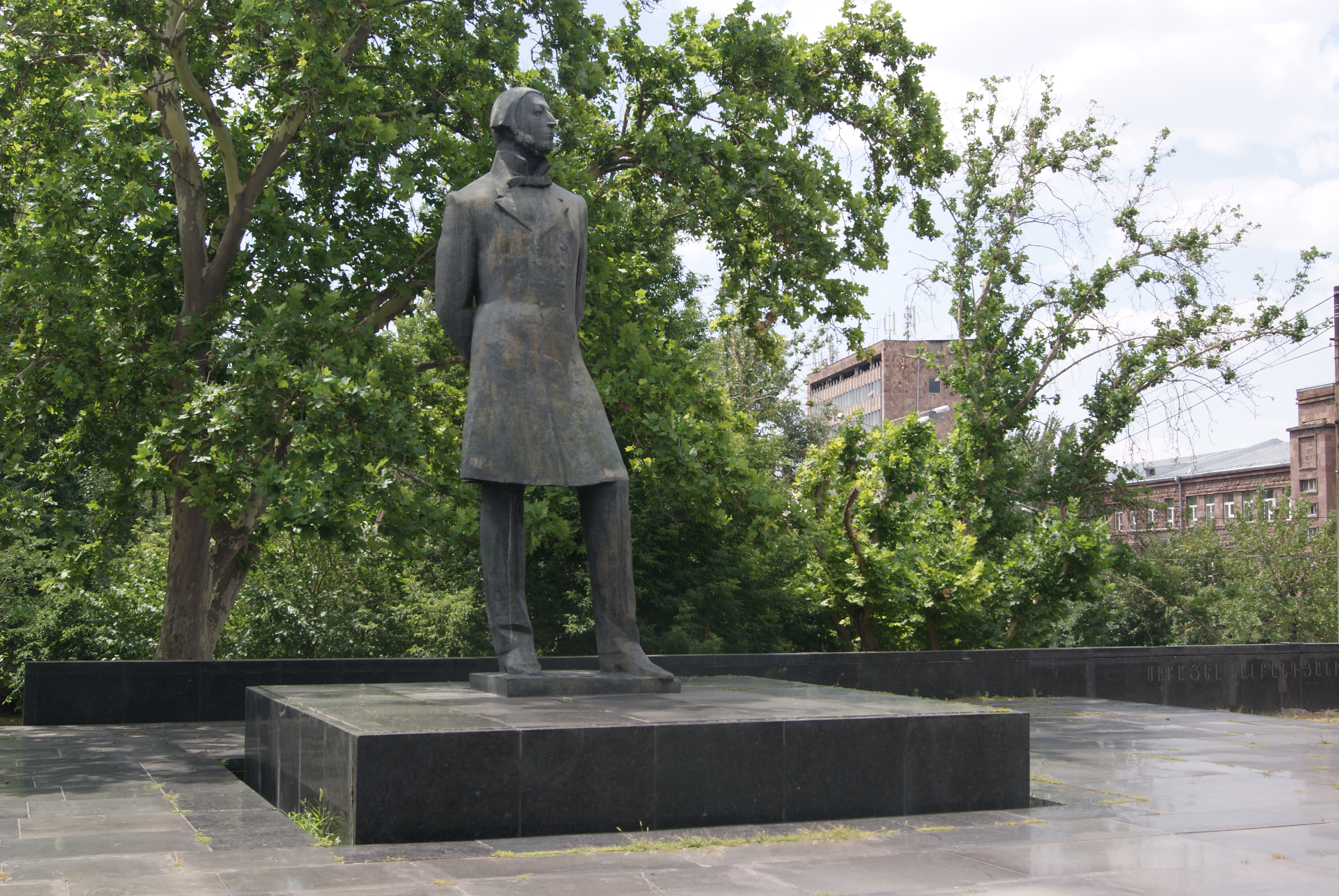
Michael Nalbandian (1965), Erevan
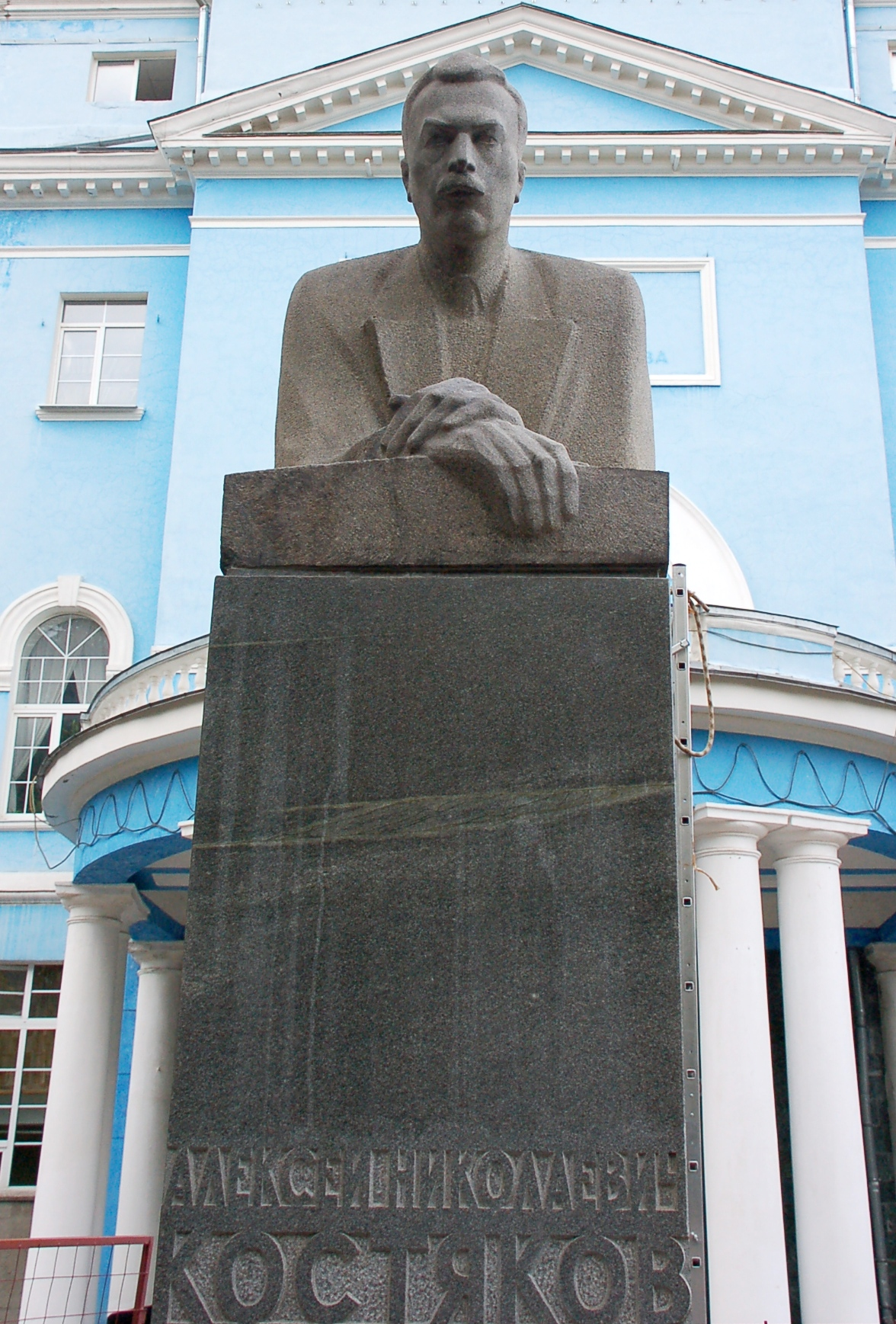
A Alexis Kostaikov (1975, Moscou)

## Premis i guardons
- Orde d'Honor (21-07-2014) — Pels seus grandiosos èxits en el desenvolupament de la cultura i l'art nacionals després de molts anys d'activitat.[5]
- Orde de l'Amistat (Rússia) (09-05-2005) — Pels seus mèrits en el camp de l'art i la cultura, així com pels seus molts anys d'activitat.[6]
- Orde de l'Amistat dels Pobles (28-04-1989) — Pels seus mèrits en el camp de la cultura i l'art.[7]
- Premi Estatal de l'URSS (1977) — Pel monument a Avetik Issahakian a la ciutat de Leninakane i per l'escultura de l'escriptor contemporani Ruben Zarian, el professor Isaak Kitaïgorodsky, el cirurgià V. Zagorianska, de l'artista del poble Sergei Martinson.[8]